# Eugen von Hirschfeld
Karl Dietrich Eugen von Hirschfeld (* 14. März 1784 in Halberstadt; † 16. Januar 1811 in Pla de Cabra, Katalonien) war ein preußischer Offizier, der während der napoleonischen Kriege in Deutschland und Spanien bekannt wurde.

## Leben
Eugen von Hirschfeld war der älteste Sohn des preußischen Generals Karl Friedrich von Hirschfeld aus dessen erster Ehe mit Karoline Friederike Philippine von Faggyas (1761–1795). Er wuchs in Gatersleben auf. Im Oktober 1794 diente Hirschfeld als Fähnrich im Infanterieregiment No. 21 Herzog von Braunschweig. Im Januar 1799 zum Leutnant befördert, trat er im Januar 1803 zum I. Bataillon Leibgarde in Potsdam über, wo er Lehrveranstaltungen Gerhard von Scharnhorsts an der Akademie für junge Offiziere der Infanterie und Kavallerie besuchte. Im Juli 1804 wurde er in das Husarenregiment Köhler [H 7] nach Kutno versetzt.

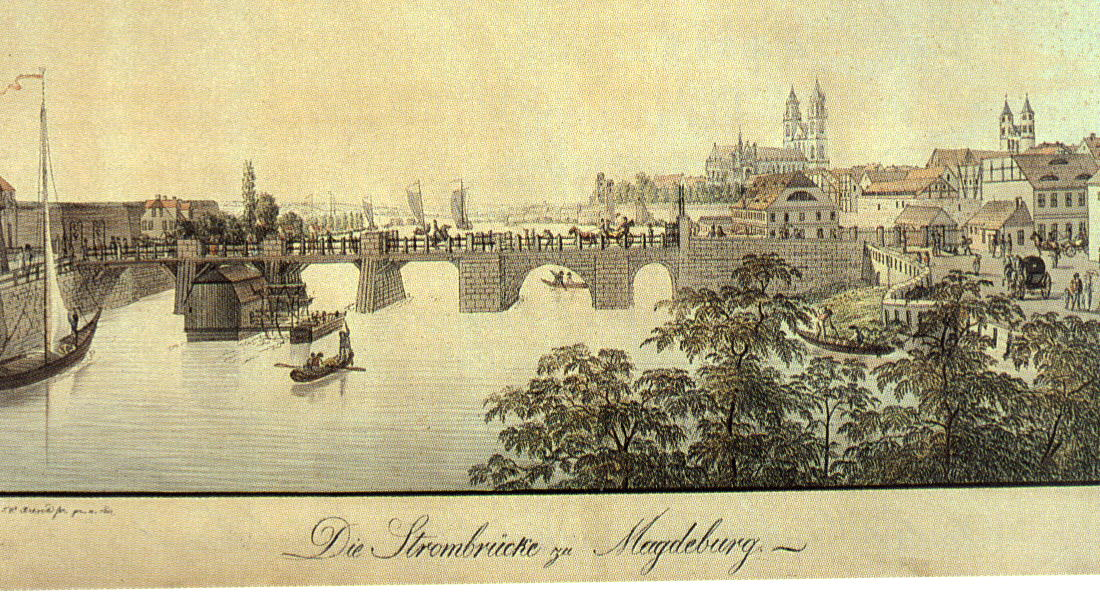
Die westphälische Festung Magdeburg mit der Strombrücke im Jahr 1810

### Freikorps im Krieg von 1806/07
Im preußisch-französischen Krieg von 1806/07 nahm Hirschfeld an der verlorenen Schlacht bei Auerstedt und dem Rückzug unter Blücher teil, wobei er im Gefecht bei Werben am Kopf verwundet wurde. Bei der Kapitulation von Ratekau im November 1806 entging Hirschfeld der Gefangenschaft. Genesend erreichte er die Festung Kolberg. Auch sein jüngerer Bruder, der Infanterie-Leutnant Alexander Adolf von Hirschfeld, war dorthin gelangt. Beide schlossen sich dem Freikorps Schill an. Für ihren zunächst aus französischer Kriegsgefangenschaft entlassenen Vater hatte dies eine bis zum Friedensschluss im Juni 1807 andauernde Inhaftierung in der nun französischen Festung Magdeburg zur Folge.
Im Dezember 1806 verließen die Brüder Kolberg, um in Stargard ein eigenes Freikorps unter dem Kommando Eugens aufzustellen, das den Kleinen Krieg von Pommern in die Neumark und weiter nach Schlesien tragen sollte. Das Freikorps bestand aus 200 Ranzionierten, wovon drei Viertel Reiter waren. Im Januar 1807 überfiel es französische Transporte, die auf dem Weg nach Thorn in den Flüssen Oder, Warthe und Netze eingefroren waren. Bei Alt-Küstrinchen fiel Hirschfeld ein großer Waffen- und Munitionstransport zum Opfer, dann folgte bei Landsberg die Zerstörung von 15.600 Gewehren, die für polnische Aufständische bestimmt waren. Bei Crossen versenkte Hirschfeld vier mit Kanonenkugeln und Bomben beladene Schiffe.
Der Zug veranlasste das französische Oberkommando zu Verschiebungen ganzer Regimenter zu Ungunsten des Hauptkriegsschauplatzes in Ostpreußen. Nachdem das Freikorps am 15. Februar 1807 im eroberten Sagan 57 für die Belagerung Breslaus bestimmte Kanonen vernagelt hatte, wurde es Ende Februar bei Christianstadt am Bober zersprengt. Eugen von Hirschfeld entkam nach kurzer Gefangenschaft in die belagerte Festung Glatz, wo er sich dem Kommando des Grafen Götzen unterstellte.
Anfang April 1807 ging Hirschfeld mit ausdrücklicher Genehmigung König Friedrich Wilhelms III. ins Halberstädtische, um im Rücken der Franzosen die Möglichkeit eines Aufstands entwaffneter preußischer Offiziere und Soldaten zu erkunden. Ergebnis war ein Plan Hirschfelds zur Wiedereroberung der Festung Magdeburg. Die Aktion musste aufgeschoben werden, weil die Franzosen mit dem Abtransport der Waffenvorräte aus Magdeburg begannen. Als sie auf Hirschfeld aufmerksam wurden, kehrte er nach Glatz zu seinem wiederhergestellten Freikorps zurück. Im Juni 1807 eroberte es unmittelbar vor dem Waffenstillstand Liegnitz und wurde umstellt. Hirschfeld erreichte gegen das Versprechen, die Waffen vor Ort niederzulegen, den freien Abzug zur Hauptarmee nach Ostpreußen. Nach dem Frieden von Tilsit wurde er mit dem Orden Pour le Mérite dekoriert und im März 1808 zum Stabsrittmeister von der Armee befördert, erhielt aber keine Stelle.
Die romanhafte Literatur und der Volksmund des 19. Jahrhunderts überlieferten, dass Eugen von Hirschfeld und Heinrich von Wedel während des Erfurter Fürstenkongresses im Oktober 1808 versucht hätten, Napoleon im Rautal am Rand des Schlachtfelds von Jena durch Pistolenschüsse zu ermorden, aber davon Abstand nahmen, weil er im Wagen zu eng mit Zar Alexander I. zusammensaß. Das versuchte Attentat, das auch anderen zugeschrieben wurde, ist nicht erwiesen und gehört vermutlich ins Reich der Legende.

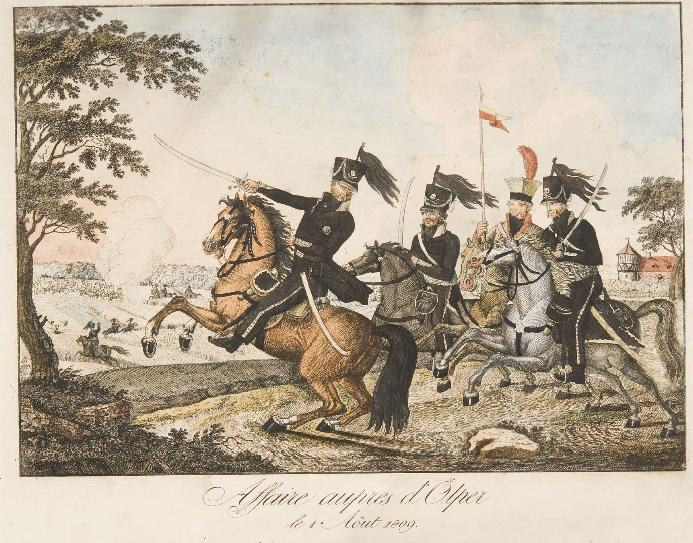
Das Gefecht bei Ölper, zeitgenössische Darstellung

### Im Dörnbergschen Aufstand
Infolge des Friedens von Tilsit lag der Sitz der Familie Hirschfeld im Königreich Westphalen. Von Preußen aus nutzte Eugen seine heimatlichen Verbindungen zur Konspiration gegen die dortigen französischen Besatzer. Sein jüngerer Bruder Moritz von Hirschfeld schloss sich ihm an. In ständigem Kontakt mit aktiven preußischen Offizieren bereiteten sie einen Aufstand vor. Die Aktivitäten koordinierte ein geheimes Comité in Berlin um den Stadtkommandanten Ludwig von Chasôt. Hinter ihm standen, vermittelt durch Friedrich Schleiermacher, einflussreiche Angehörige der Reformpartei um das in Königsberg residierende Königspaar, darunter Gneisenau, Scharnhorst, Grolman und Schill. Die weitverzweigten Planungen für den in ganz Deutschland zu führenden Volkskrieg sahen im Rahmen des Dörnberg-Aufstands eine handstreichartige Besetzung der Festung Magdeburg durch Freischaren unter Friedrich von Katte und den Gebrüdern Hirschfeld vor.
Als im April 1809 Österreich gegen Frankreich den erwarteten Befreiungskrieg begann, sollte der Aufstand losbrechen. Am Vorabend des Krieges hatte Hirschfeld am 30. März 1809 den erbetenen Abschied aus der preußischen Armee erhalten.
Bereits in der unmittelbaren Vorbereitungsphase war das Überraschungsmoment vermutlich durch das Versagen einiger Eingeweihter verloren gegangen und das Vorhaben musste in letzter Stunde aufgegeben werden. Eugen wurde, während Katte am 2. April losschlug, von Anton Wilhelm von L’Estocq, dem Nachfolger des abgesetzten Chasôt, nach Berlin beordert. Er kehrte mit dem Befehl, seine bereits bei Burg versammelte Formation aufzulösen, zurück, konnte aber nicht verhindern, dass die inzwischen alarmierten Franzosen sie auseinandertrieben und einige Gefangene machten. Von ihnen wurden 14 erschossen. Die Brüder Hirschfeld entkamen. Sie versteckten sich auf Schloss Eichenbarleben, von wo aus sie mithilfe ihrer Verwandten Minettchen von Alvensleben (1777–1852) auf preußisches Gebiet flüchten konnten.

### In der Schwarzen Schar
Wenig später begaben sich Eugen und Moritz von Hirschfeld gemeinsam mit Katte nach Böhmen, um sich der Schwarzen Schar unter dem Herzog Friedrich Wilhelm von Braunschweig anzuschließen. Nach dem Gefecht bei Ölper übertrug der Herzog Eugen von Hirschfeld das Kommando über die Reiterei der Nachhut. Bevor Braunschweig über Elsfleth und Brake die Einschiffung nach England gelang,  hatte er Hirschfeld als Führer eines Detachements zur Ablenkung der Verfolger nach Hamburg entsandt. Von dort aus erreichten die Brüder London. Eugen trat auf Empfehlung Braunschweigs als Major in das britische Heer.

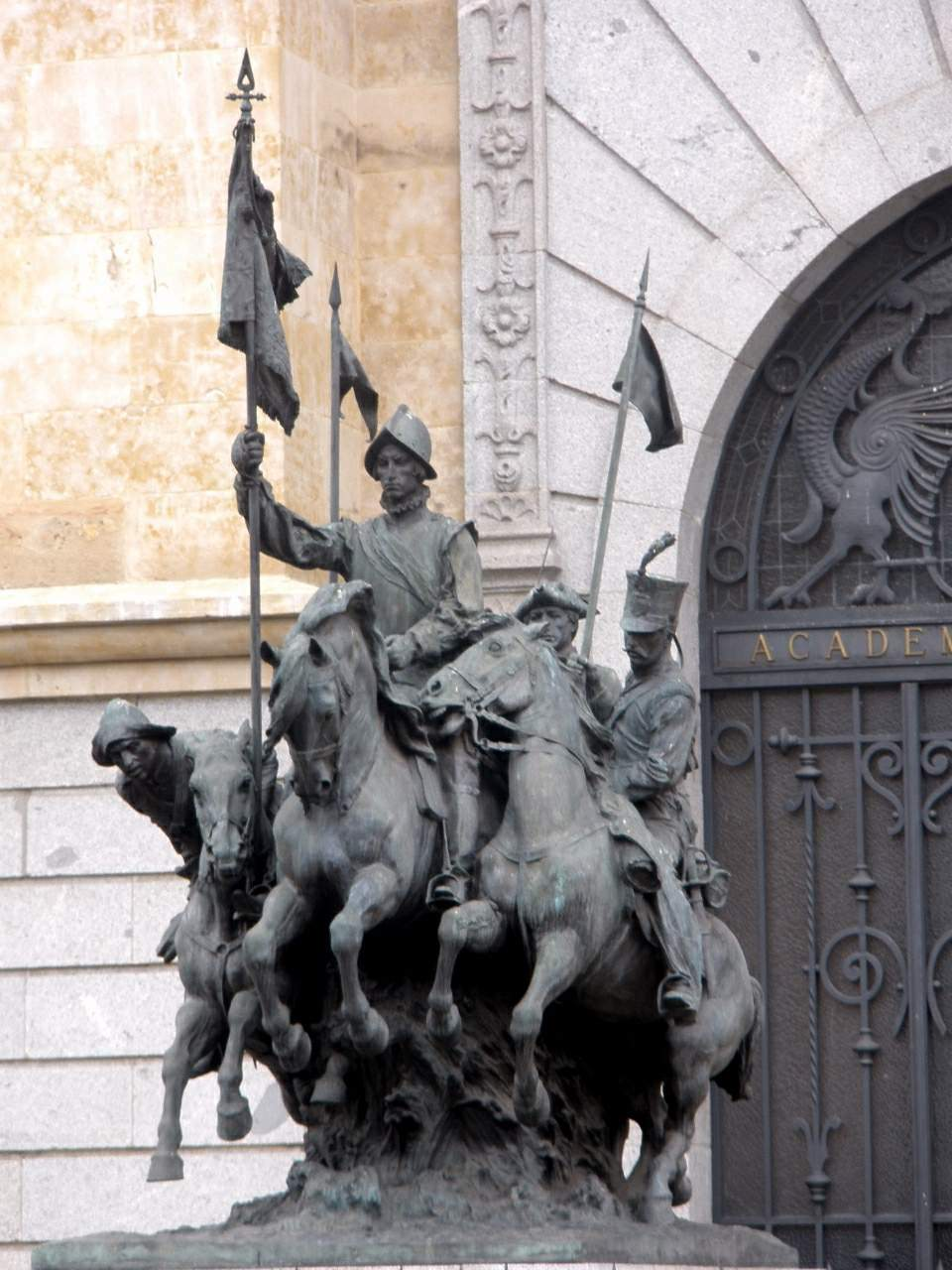
Ein Denkmal von Mariano Benlliure (1862–1947) vor der Academia de Caballería in Valladolid ist dem Kürassierregiment Alcantara gewidmet; der Reiter rechts trägt die Uniform von 1811 (Foto von 2014)

### In Spanien
Im Juni 1810 erhielt Eugen von Hirschfeld die Erlaubnis, mit halbem Gehalt auf dem iberischen Kriegsschauplatz in den Reihen der spanischen Armee den Kampf gegen Napoleon fortzusetzen. Er ging nach Cádiz, dem „Bollwerk der Freiheit“, Sitz der Junta Suprema Central und Versammlungsort der Verfassunggebenden Cortes. Die belagerte Hauptstadt Spaniens war Treffpunkt jener Deutschen, die nach den misslungenen Aufständen von 1809 weiterkämpfen wollten, wie Karl von Grolman und Leopold von Lützow.
Moritz von Hirschfeld, dem der Herzog von Braunschweig in London die Offiziersprüfung abgenommen hatte, folgte seinem Bruder nach Cádiz. Die Brüder Hirschfeld erhielten Offiziersstellen im Kavallerieregiment „Alcántara“ in Katalonien, das sie im Oktober 1810 auf dem Seeweg durchs Mittelmeer erreichten.
Das Regiment hatte den Auftrag, in der weiteren Umgebung des von den Spaniern eingeschlossenen, französisch besetzten Barcelona Entsatzversuche der Franzosen abzuwehren. Eugen von Hirschfeld kamen dabei seine Erfahrungen im Kleinen Krieg zugute. Nach einem Erfolg gegen das französische Vordringen bei Tàrrega am 3. Januar 1811 wurde er als teniente colonel und Moritz als capitano in der regierungsamtlichen Gazeta de la Regencia de España e Indias lobend erwähnt. Am 14. Januar 1811 griff Eugen, inzwischen Oberst, an der Spitze der Avantgarde des Generals Pedro Sarsfield (1779–1837) erfolgreich eine französische Division unter Joseph Friedrich von Palombini in der Nähe von Pla de Cabra an. Dies entschied das Gefecht, in dem der französische General Francesco Orsatelli, genannt Eugène (1768–1811), fiel. Eugen von Hirschfeld war durch zwei Stiche in die linke Körperseite verwundet worden. Er starb am Tag darauf in Pla de Cabra in den Armen seines Bruders.
Bestattet wurde er in der Kirche Sant Ramon. Degen, Sporen und Handschuhe Eugen von Hirschfelds erhielten in der Kathedrale de Santa María in Tarragona feierlich einen Platz. Als 1860 der preußische Major Urban von Hirschfeld Spanien bereiste, zeigte sich das hohe Ansehen der Brüder Hirschfeld. Die Königin Isabella II. ließ vor ihm das Regiment Alcantara paradieren, in dem sein Vater und sein Onkel gedient hatten.
Eugen von Hirschfelds anonymes Tagebuch hatte sein Bruder Moritz an sich genommen und mit dem eigenen, ebenfalls anonymen, weitergeführt. Nach der Schlacht von Sagunt am 25. Oktober 1811 war es dem vermeintlich toten Moritz von Hirschfeld abgenommen worden und in den Besitz des diesmal siegreichen Palombini gelangt. Im Jahr 1843 lebte Palombini als pensionierter Feldmarschallleutnant der österreichischen Armee in der Provinz Sachsen auf Gut Grochwitz, das seine Ehefrau geerbt hatte. Benachbart war das Gut Wiederau, aus dem Moritz von Hirschfelds Frau Ida von Kamptz stammte. Im Gespräch mit ihr konnte Palombini die Autoren identifizieren und übersandte das Tagebuch an Moritz von Hirschfeld. Nach dessen Tod veröffentlichte es sein Freund Heinrich von Holleben.